# Dia internacional dels nens innocents víctimes d'agressions
El Dia internacional dels nens innocents víctimes d'agressions és una celebració de les Nacions Unides que se celebra el 4 de juny de cada any. Es va establir el 19 d'agost de 1982.
Originalment centrat en les víctimes de la guerra del Líban de 1982, el seu propòsit es va ampliar per "reconèixer el dolor que pateixen els nens de tot el món que són víctimes d'abús físic, mental i emocional. Aquest dia afirma el compromís de les Nacions Unides per protegir els drets dels infants."
L'Assemblea General, en la seva 31 sessió plenària del 19 d'agost de 1982, després d'haver considerat la qüestió de Palestina en la seva setena sessió especial d'emergència, "consternada pel gran nombre de nens palestins i libanesos innocents víctimes dels actes d'agressió d'Israel" va decidir commemorar 4 de juny de cada any com a Dia Internacional dels nens innocents víctimes d'agressions. La resolució s'anomena UN Resolution E-7/8.